# Rune Eriksen
Rune Eriksen (Oslo, Noruega, 13 de enero de 1974), más conocido como Blasphemer, es el guitarrista de la banda de thrash/black metal Aura Noir y la banda de metal gótico Ava Inferi. En 1995 se unió a los reformados Mayhem como guitarrista y principal compositor hasta que abandonó la banda en 2008, siendo reemplazado por Morfeus. En 2005 se mudó a vivir a Portugal donde conoció a su futura esposa, Carmen Simões y con la que formó la banda Ava Inferi.

## Mayhem
Rune se unió a Mayhem en 1995 después de que Jan Axel Blomberg (Hellhammer) reformara la banda (Rune fue el único de los que ingresaron ese año que aún no había tocado con la banda).
Con ellos grabó tres discos de estudio y tras 13 años con Mayhem abandonó la banda en 2008 antes del South America Fucking Armageddon Tour.

## Otros proyectos
También toca en otras bandas noruegas: In silence, Aura Noir, Mezzerschmitt, 1349 y la banda portuguesa Ava Inferi.

## Vida personal
Poco se sabe sobre su vida personal, su trabajo en Mayhem le ha establecido como uno de los talentos en el ámbito del metal extremo. Reside en Portugal.

## Discografía

### ConMayhem
- 2000: Grand Declaration of War
- 2004: Chimera
- 2007: Ordo Ad Chao

### ConAva Inferi
- 2006:Burdens
- 2007:The Silhouette
- 2009:Blood of Bacchus
- 2011:Onyx

### ConAura Noir
- 1996:Black Thrash Attack
- 1998:Deep Tracts of Hell
- 2004:The Merciless
- 2008:Hades Rise

## Equipamiento

### Guitarras
- B.C. Rich
  - Warlock

- Gibson Guitar Corporation
  - Flying V

- Ibanez

### Amplificadores
- Peavey 5150
- Marshall JCM 800
- Mesa Boogie Dual Rectifier